# Transbay Transit Center
 (mai 2019).
Si vous disposez d'ouvrages ou d'articles de référence ou si vous connaissez des sites web de qualité traitant du thème abordé ici, merci de compléter l'article en donnant les références utiles à sa vérifiabilité et en les liant à la section « Notes et références ».

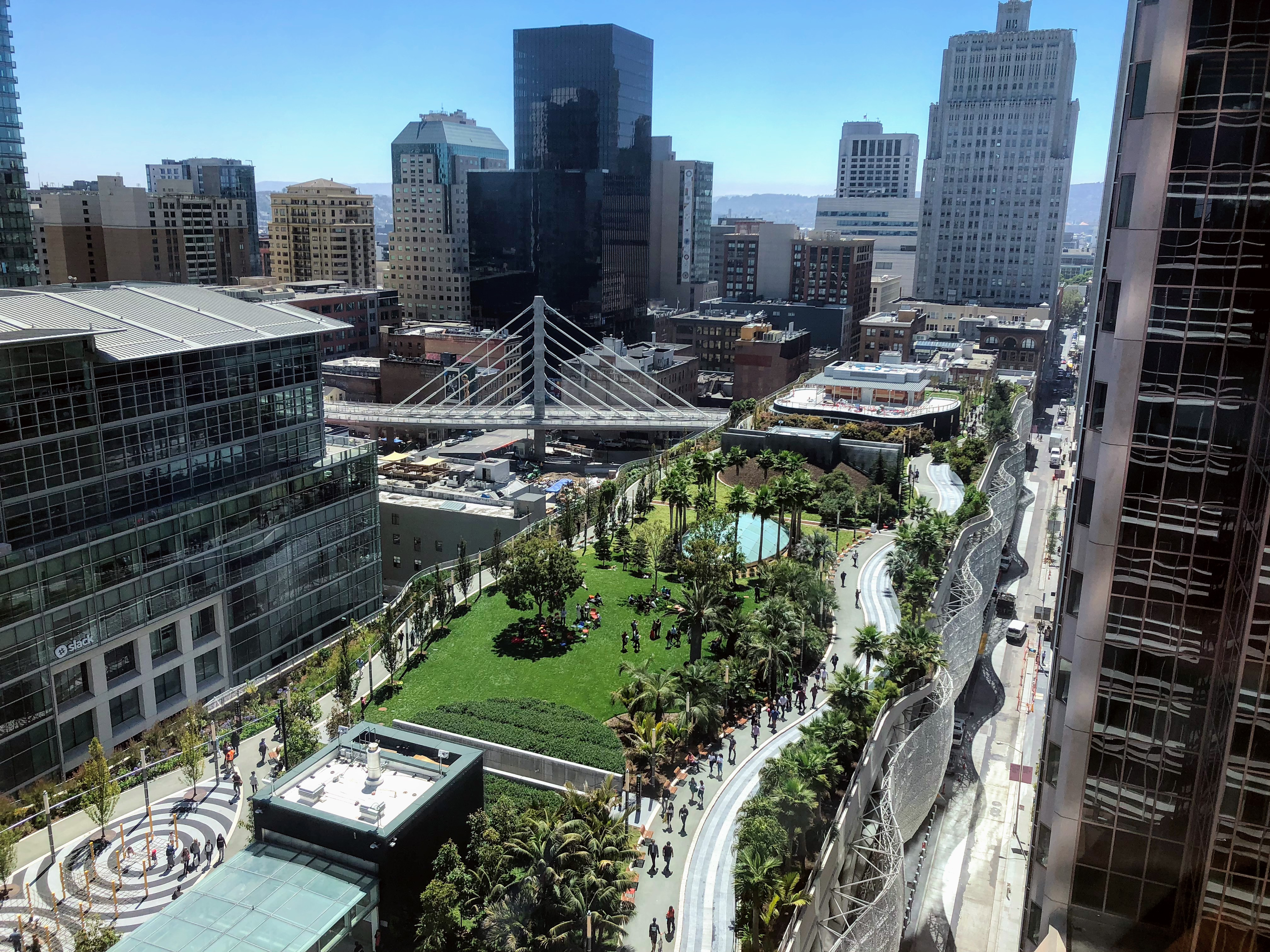
Vue aérienne du parc sur le toit et du centre de transit.

Le Transbay Transit Center (ou Salesforce Transit Center) est une station de transit intermodale située au centre-ville de San Francisco aux États-Unis. Il sert de terminal de bus principal — et potentiellement de futur terminal ferroviaire — pour la région de la baie de San Francisco.

## Situation
Le bâtiment de 440 m de long est situé au niveau d'un pâté de maisons au sud de la rue Market, la principale artère de commerce et de transport de San Francisco.

## Historique
La construction du nouveau terminal a été rendue nécessaire par le séisme de 1989 à Loma Prieta, qui a endommagé le terminal Transbay ouvert en 1939. Les électeurs ont approuvé le financement du nouveau centre de transit en 1999. La construction de la première phase, le terminal de bus en surface, a commencé en 2010.
Le centre de transit ouvre au public en août 2018, mais doit être fermé en urgence le 25 septembre 2018 à la suite de la découverte d'une fissure dans une poutre en acier soutenant le parc sur le toit. Sa réouverture complète a lieu le 11 août 2019.
Le centre de transit pourrait accueillir également le train à grande vitesse californien et une extension future de Caltrain.